# Gare d’Agay
Gare d'Agay – przystanek kolejowy w Agay, w Saint-Raphaël, w departamencie Var, w regionie Prowansja-Alpy-Lazurowe Wybrzeże, we Francji.
Jest przystankim kolejowym Société nationale des chemins de fer français (SNCF), obsługiwanym przez pociągi TER Provence-Alpes-Côte d’Azur.